# Шведська виборча комісія
Шведська виборча комісія (швед. Valmyndigheten) — урядова установа, відповідальна за організацію національних виборів та референдумів у Швеції. Установа почала працювати 1 липня 2001 року, коли вона перебрала цю відповідальність з Шведського податкового агентства.
Локальні та регіональні вибори є відповідальністю відповідних комун та ленів, однак ці вибори завжди відбуваються паралельно з національними виборами до Риксдагу. Як центральна адміністративна установа, виборча комісія грає інструментальну роль в усіх публічних виборах у Швеції.